# Філдс-Лендінг (Каліфорнія)
Філдс-Лендінг (англ. Fields Landing) — переписна місцевість (CDP) в США, в окрузі Гумбольдт штату Каліфорнія. Населення — 287 осіб (2020).

## Географія
Філдс-Лендінг розташований за координатами 40°43′30″ пн. ш. 124°13′6″ зх. д. / 40.72500° пн. ш. 124.21833° зх. д. (40.724958, -124.218223).  За даними Бюро перепису населення США в 2010 році переписна місцевість мала площу 0,72 км², з яких 0,72 км² — суходіл та 0,01 км² — водойми.

## Демографія
Згідно з переписом 2010 року, у переписній місцевості мешкало 276 осіб у 136 домогосподарствах у складі 49 родин. Густота населення становила 381 особа/км².  Було 143 помешкання (197/км²).
Расовий склад населення:
| - 76,1 % — білих - 7,6 % — азіатів - 4,7 % — корінних американців - 2,2 % — чорних або афроамериканців - 0,4 % — вихідців з тихоокеанських островів - 2,2 % — осіб інших рас |

До двох чи більше рас належало 6,9 %. Частка іспаномовних становила 6,5 % від усіх жителів.
За віковим діапазоном населення розподілялося таким чином: 15,6 % — особи молодші 18 років, 73,2 % — особи у віці 18—64 років, 11,2 % — особи у віці 65 років та старші. Медіана віку мешканця становила 36,8 року. На 100 осіб жіночої статі у переписній місцевості припадало 133,9 чоловіків;  на 100 жінок у віці від 18 років та старших — 130,7 чоловіків також старших 18 років.
Цивільне працевлаштоване населення становило 70 осіб. Основні галузі зайнятості: освіта, охорона здоров'я та соціальна допомога — 70,0 %.